# Mixmaster Morris
Mixmaster Morris o The Irresistible Force, pseudonimo di Morris Gould (Brighton, 30 dicembre 1965), è un musicista e disc jockey inglese.
Oltre ad essere stato uno dei pionieri dello stile ambient house, Morris è considerato uno dei musicisti più influenti della lounge elettronica e del chillout, stili che contribuì a inventare.
Dopo essersi trasferito a Londra durante gli anni ottanta, lavorò come disc jockey, divenne il conduttore del programma radiofonico Mongolian Hip Hop Show, entrò in contatto con altri musicisti elettronici, (inclusi gli Shamen) ed organizzò numerose feste quali gli Spacetime parties assieme a Jonah Sharp.

La sua musica "cosmica" è stata definita dalla rivista SPIN:

## Discografia

### Album a nome The Irresistible Force
- Flying High (1992)
- Global Chillage (1994)
- It's Tomorrow Already (1998)

### Dj Mix (a nome Mixmaster Morris)
- Mixmag Live! Vol. 9 (1996) (con Alex Paterson)
- The Morning After (1997)
- Ambient Meditations 4 - God Bless The Chilled (2002)
- The 69 Steps - Calm Down My Selector (2009)

### Collaborazioni (a nome Mixmaster Morris)
- Dreamfish (1993) (con Pete Namlook)
- Dreamfish 2 (1995) (con Pete Namlook)
- Quiet Logic (1998) (con Jonah Sharp)

### Album a nome Mix Master Morris
- Cut The Crap (1996)

### Singoli ed EP (a nome The Irresistible Force)
- I Want To / Guns (1988)
- Space Is The Place (1991)
- Underground E.P. (1992)
- Waveform / Natural Frequency (1995)
- Nepalese Bliss (1998)
- Fish Dances (1999)